# Bologna (periodico)

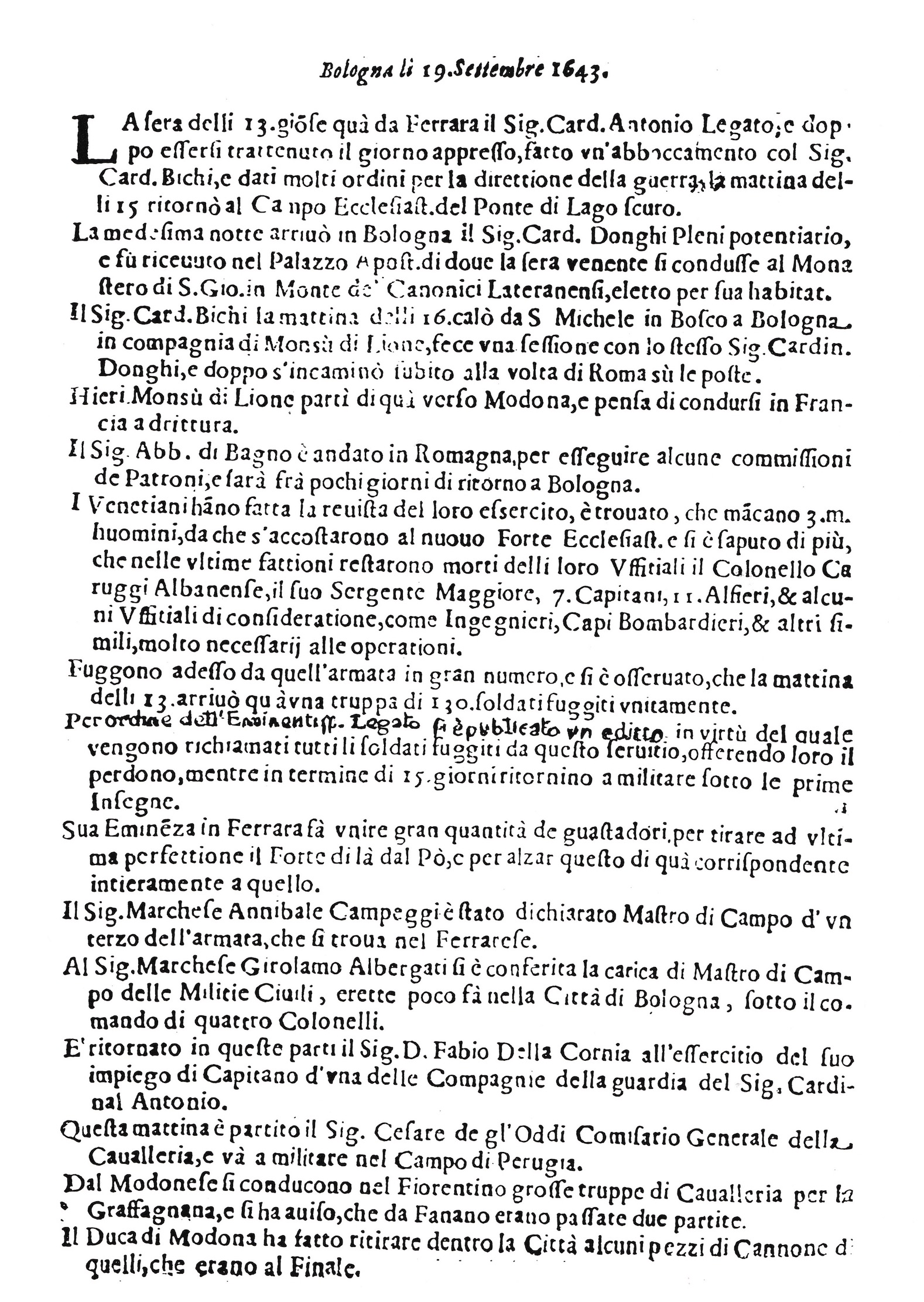
Il più antico numero della prima gazzetta bolognese giunto fino a noi: è datato 19 settembre 1643.

Bologna è stato il titolo di una gazzetta stampata nella città emiliana dal 1642 al 1787. È uno dei più antichi giornali d'Italia.

## Storia
Bologna fu la prima gazzetta ad essere pubblicata nella città felsinea, ad opera del notaio Lorenzo Pellegrini. Come le altre gazzette del periodo, non aveva una testata: la prima pagina non conteneva un titolo più grande degli altri. Col passare del tempo il nome della città acquisì una maggiore importanza (fu impresso con caratteri sempre più grandi fino ad estendersi su tutto lo spazio in alto nel foglio). Di formato doppio rispetto a un libro (formato protocollo), conteneva le notizie provenienti dall'Italia e dall'estero. Nato come settimanale (giorno di uscita il mercoledì), dal gennaio 1709 il Bologna divenne bisettimanale, con uscite il mercoledì e il sabato. In quell'occasione cambiò il formato della pagina, passando da una colonna a due colonne. 
In un periodo storico in cui in Europa non esisteva ancora la libertà di stampa (il potere politico poteva proibire in qualsiasi momento la pubblicazione di un giornale), l'unica regola per poter pubblicare un giornale era ottenere il "privilegio" dalle autorità. Il Senato bolognese ne concesse uno solo e Pellegrini batté sul tempo gli altri stampatori della città. Conservò il privilegio di stampa fino alla morte, avvenuta nel 1685. Dopo di lui il Bologna fu continuato dagli stampatori Monti, i quali seguitarono a pubblicarla fino al 1708, anno in cui la gazzetta passò alla famiglia Sassi. In quell'anno, infatti, il nuovo proprietario Giovan Battista Sassi ottenne formale «approvazione e privilegio» dall'autorità centrale. 
Dal gennaio 1788 apparve nella parte alta della pagina una testata vera e propria: «Gazzetta di Bologna».

## Fattura del giornale

### Reperimento delle notizie
Nell'Europa del XVII secolo la rete postale toccava tutti i principali Paesi. Le corrispondenze al Bologna giungevano quindi tramite il servizio postale. Probabilmente, la maggior parte delle notizie erano fornite dagli editori dei giornali delle capitali estere. Esisteva inoltre una seconda rete che comprendeva tutti i grandi giornali: ciascuno forniva alle gazzette degli altri paesi le notizie che aveva in proprio. In questo modo si potevano fare giornali di buona qualità e con notizie già verificate. Oltre a queste fonti privilegiate, il Bologna aveva la propria rete di corrispondenti locali, che contribuivano al giornale in maniera volontaria. Come gli altri giornali, intratteneva un rapporto di esclusiva con i propri corrispondenti.

### Impaginazione
Le notizie erano raggruppate per i luoghi di provenienza. Le prime informazioni erano quelle locali, seguite dalle notizie da Roma. Poi venivano le notizie dagli altri stati italiani: Regno di Napoli, Granducato di Toscana, Ducato di Milano, Repubblica di Genova, Ducato di Savoia (sempre nello stesso ordine). Le notizie dall'estero provenivano da: Madrid, Lisbona, Parigi (occasionalmente da altre città francesi), Lucerna (ed altre città svizzere, come Berna e Ginevra), Colonia (anche Francoforte e Amburgo), L'Aia, Bruxelles, Londra, Vienna e la Polonia (Cracovia o Varsavia). Infine erano pubblicate le notizie da Venezia (o da Mantova, città appartenente all'epoca alla Repubblica veneziana). 
Esisteva, nella gerarchia delle notizie, un ulteriore criterio all'interno di ciascun luogo di corrispondenza: le informazioni ritenute più importanti apparivano per prime.

### Lettura
Il testo era stampato su una colonna. La lettura del Bologna, come delle altre gazzette dell'epoca, era tipicamente sequenziale. Per ogni notizia venivano date, su una riga, due informazioni: città di raccolta e data. Il lettore era abituato a leggere notizie su fatti accaduti in tempi diversi: un giorno prima per Bologna, tre giorni prima per Venezia, quattro per Roma, da cinque a sette giorni prima per Milano.

Le notizie provenienti dall'estero recavano una data che era antecedente il giorno di uscita del giornale da un minimo di dieci giorni (Francia e Svizzera) a un massimo di cinquanta giorni (Lisbona).
Dal gennaio 1709 il testo fu stampato su due colonne.

## Variazioni dell'assetto proprietario
- 1643: Nicolò Tebaldini;
- 1647: Giovanni Battista Ferroni;
- post 1660: Giacomo Monti;
- 1708: Antonio e Giovanni Battista Sassi.

## Archivio

### Cartaceo
La raccolta del Bologna è conservata presso la Biblioteca Comunale dell'Archiginnasio, a Bologna.

I numeri più antichi conservatisi fino ad oggi sono quelli del 16-17 maggio, 2-16 agosto 1645 e dell'1-2 maggio 1654 (esemplari conservati tra gli incunabuli). La raccolta è scompleta fino al 1660. Dal 1678 al 1787 contiene 4 numeri al mese per 12 mesi.

### Digitale
Biblioteca dell'Archiginnasio di Bologna, Archivio digitale delle Gazzette bolognesi dal 1645 al 1796.